# FC 크로토네
풋볼 클럽 크로토네(Football Club Crotone S.r.l.)는 칼라브리아주 크로토네를 연고로 하는 이탈리아의 축구 클럽이다. 1910년에 창단 되었고 홈 구장은 16,640석 규모의 스타디오 에치오 시다를 사용하고 있으며 현재 세리에 B에 참가 중이다.

## 역사

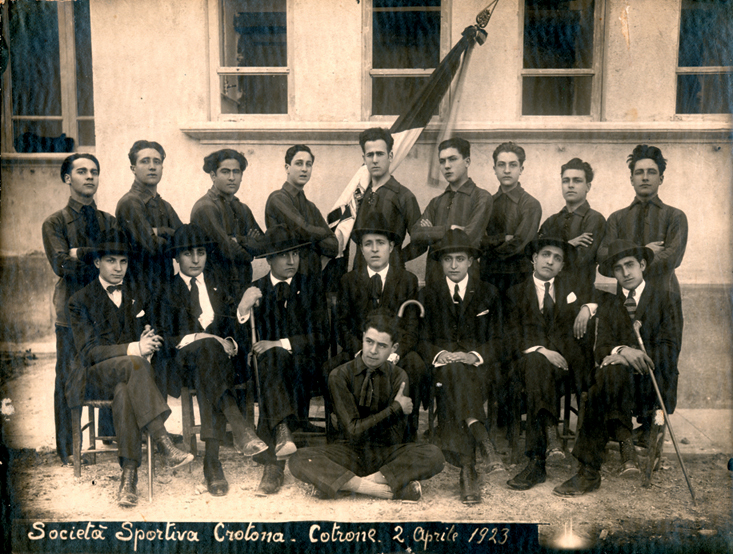
S.S 크로토나 초창기 구단 사진, 1923년 4월 2일 크로토네 왕립 기술 연구소

FC 크로토네는 1910년 S.S. 크로토나 (Società Sportiva Crotona)로 창단했다. 창단 초기부터 하부리그에 머물다 2차 세계 대전 후 U.S. 크로토네 (Unione Sportiva Crotone)로 구단명을 바꾸고 세리에 C에서 7시즌을 보내다 강등됐다.
1958년 다시 세리에 C에 복귀하지만 승격 세시즌만에 세리에 D로 강등 당했고 한 시즌만에 다시 세리에 C로 복귀한다. 이후 14번의 시즌을 세리에 C에서 중하위권에 머무르다1977년 시즌을 3위로 마무리 했지만 승격하지 못했고 1978년 이탈리아 축구 리그 시스템이 개편되면서 세리에 C가 세리에 C1, 세리에 C2로 분리 운영되면서 세리에 C2로 리그 단계가 하락되었고 곧바로 1979년 세리에 D로 강등됨과 동시에 파산 선고를 받게 된다.
파산 선고로 구단은 A.S. 크로토네 (Associazione Sportiva Crotone)로 구단명을 바꾸고 당시 8부 리그에 해당하는 프리마 칼라브리아 지역 리그부터 다시 시작하게 되었다. 8부 리그에서 다시 시작하게 되었지만 꾸준히 성적을 끌어올리며 승격을 거듭해 1984년에는 세리에 C2로 복귀했고 이후 한 차례 강등했지만 두번째 파산 직전인 1991년까지 리그에 있었다.
2번째 파산으로 인해 1956년에 창단해서 칼라니아 지역 리그에 참가중이던 같은 지역 팀인 누오바 크로토네 폴리스포르티바 미니 유벤투스 (Nuova Crotone Polisportiva Mini Juventus)가 팀을 계승하며 당시 7부 리그인 프로모치오네에서 시작한다.
1994년에는 구단명을 F.C. 크로토네 칼초 (Football Club Crotone Calcio)로 바꿨으며 파산 이후 성공적으로 승격을 이어 나가며 1996년에 세리에 C2로 승격 하고 곧 이어서 1997년에는 세리에 C1으로 승격했다.
크로토네는 안토넬로 쿠쿠레두의 지휘 아래 2000년에 최초로 세리에 B로 승격하게 된다. 이후 몇 차례 강등되기도 하였지만 꾸준히 세리에 B에서 성적을 유지하다 2015-16 시즌 세리에 B에서 최종 2위로 마무리 하며 구단 역사상 최초로 세리에 A로 승격하며 세시즌을 1부 리그에서 보냈고 강등 후 현재까지 세리에 B에 소속되어 있다.

## 선수 명단

### 현역
2023년 11월 14일 기준

참고: FIFA 자격 규정에 따라 소속된 국가대표팀 국기를 표시합니다. 선수는 복수의 FIFA 비회원국 국적을 가지고 있을 수 있습니다.
| 번호 | 포지션 | 국적     | 이름                                    |
| ---- | ------ | -------- | --------------------------------------- |
| 3    | DF     |          | 주세페 쿠오모                           |
| 5    | DF     | 세르비아 | 블라디미르 골레미치                     |
| 6    | DF     |          | 리산드로 마가얀 (아약스에서 임대)       |
| 10   | MF     | 리비아   | 아흐마드 베날리                         |
| 11   | FW     |          | 데니스 드러구슈 (스탕다르에서 임대)     |
| 13   | DF     |          | 세바스티아노 루페르토 (나폴리에서 임대) |
| 16   | GK     |          | 마르코 페스타                           |
| 17   | MF     |          | 살바토레 몰리나                         |
| 20   | MF     |          | 루이스 로하스                           |
| 21   | MF     |          | 니콜로 차넬라토                         |
| 22   | GK     |          | 잔 마르코 크레스피                      |
| 23   | MF     |          | 안토니오 마조타                         |

| 번호 | 포지션 | 국적     | 이름                                     |
| ---- | ------ | -------- | ---------------------------------------- |
| 28   | FW     |          | 루카 실리가르디 (파르마에서 임대)        |
| 32   | DF     | 포르투갈 | 페드루 페레이라 (벤피카에서 임대)        |
| 33   | DF     |          | 안드레아 리스폴리                        |
| 44   | MF     |          | 자코포 페트리치오네                      |
| 54   | FW     |          | 사무엘 디카르미네 (베로나에서 임대)      |
| 69   | DF     |          | 아르카디우시 레차 (아탈란타에서 임대)    |
| 77   | MF     | 세르비아 | 밀로시 불리치                            |
| 95   | MF     |          | 에두아르두 엔히크 (스포르팅 CP에서 임대) |

## 역대 감독
| 감독                  | 임기      |
| --------------------- | --------- |
| 피에로 파시나티       | 1961~1962 |
| 오메로 토뇬           | 1972~1973 |
| 브루노 조르다노       | 1996~1997 |
| 안토넬로 쿠쿠레두     | 1999~2001 |
| 안토니오 카브라니     | 2001      |
| 잔 피에로 가스페리니  | 2003~2006 |
| 안드레아 아고스티넬리 | 2004~2005 |
| 이반 유리치           | 2015~2016 |
| 프란체스코 모리에로   | 2008~2009 |
| 에우제니오 코리니     | 2010~2011 |
| 다비데 니콜라         | 2016~20!7 |
| 발테르 젱가           | 2017~2018 |
| 조반니 스트로파       | 2018      |
| 마시모 오도           | 2018      |
| 조반니 스트로파       | 2018~2021 |
| 세르세 코스미         | 2021      |
| 파스콸레 마리노       | 2021      |
| 실비오 발디니         | 2024      |